# Gefährliche Neugier
Gefährliche Neugier ist ein deutscher Fernseh-Kriminalfilm von 1970 nach dem gleichnamigen Roman von Hansjörg Martin aus dem Jahr 1965.

## Handlung
Hannes Pohl, Schauspieler bei einer Wanderbühne, wird im Bus des Ensembles mit seiner Krawatte erdrosselt. Als seine Schauspielkollegen zurückkehren, halten sie ihn für schlafend und bemerken seinen Tod erst bei der Ankunft im nächsten Ort. Pohls Freund, der Bühnenbildner Jost Ziball, gerät bei der Polizei unschuldig in Verdacht und beginnt, auf eigne Faust zu ermitteln. Zudem muss er sich Geld beschaffen, etwa durch Aufträge von Herrn Zander, der Konzerte und andere Kulturveranstaltungen organisiert.
Eine ehemalige Geliebte Pohls hat den Verdacht, dass er drogensüchtig gewesen sei. Zudem tauchen an Pohl gerichtete Drohbriefe auf, die ihn wegen seiner „Neugier“ warnen. Auf einem der Briefe ist die Telefonnummer einer Importfirma notiert, doch als Ziball dort recherchieren will, findet er den Firmenchef tot vor. Auch eine ältere Frau, die den Mord an Pohl von ihrem Fenster aus beobachtet, aber niemanden erkannt hat, verstirbt plötzlich. Als Ferdinand Hoch, ein anderer Schauspieler der Wanderbühne, sich kurzfristig Geld von Ziball leihen muss, verfolgt Ziball ihn heimlich und findet so heraus, dass Hoch als Kurier für einen Drogenhändler arbeitet. Er holt Päckchen mit Morphium-Ampullen regelmäßig aus einem Versteck im Theater, deponiert sie in verschiedenen Verstecken außerhalb der Stadt, wo sie dann von den Kunden abgeholt werden. Als er aus dem Geschäft aussteigen will, droht ihm sein anonymer Auftraggeber am Telefon. Hoch und Ziball wollen dem Unbekannten bei dem Versteck im Theater eine Falle stellen, er erscheint jedoch nicht.
Auf Ziball wird ein Mordanschlag verübt: Beim Aufhängen einer Bühnendekoration zieht ihm jemand die Leiter weg, er kann sich aber noch festhalten und überlebt leicht verletzt. Erfolglos befragt er Herrn Wagner, den Buchhalter der Importfirma, die, so Ziballs Verdacht, das Morphium ins Land geschmuggelt hat. Später erfährt er aus der Zeitung vom Tod Wagners. Alles deutet also darauf hin, dass Pohl dem Drogenhändler auf der Spur war und dieser nun jeden aus dem Weg räumt, der ihm gefährlich werden könnte. Eines Abends ist Ziball bei Herrn Zander eingeladen – angeblich wegen eines Auftrags, tatsächlich aber, um Ziball zu töten, denn Zander ist der Drahtzieher der Morde und des Morphiumhandels. Währenddessen stirbt Hoch bei einem scheinbaren Unfall: Ein Bühnenscheinwerfer fällt ihm auf den Kopf. Kurz vor seinem Tod kann er aber Ziballs Freundin Gisela den entscheidenden Tipp geben, sodass sie mit der Polizei zu Zanders Haus eilt. Zander und seine Frau, die in die Morde ebenfalls verwickelt ist, fühlen sich sicher und geben gegenüber Ziball alles zu. Zander bedauert, Ziball nicht schon bei früherer Gelegenheit getötet zu haben. Ziball bleibt jedoch äußerlich gelassen und kann seinen Widersacher lange genug hinhalten, bis Gisela und die Polizei eintreffen. Frau Zander schlägt Ziball mit einem schweren Kerzenständer nieder, kurz darauf werden beide Zanders festgenommen, und später macht Ziball noch im Krankenbett seiner Gisela einen Heiratsantrag.

## Produktion
Die literarische Vorlage des Films war Hansjörg Martins erster Kriminalroman, nachdem dieser zuvor einige Kinder- und Jugendbücher veröffentlicht hatte. Er gilt als wegweisend für die Entwicklung des deutschsprachigen Kriminalromans.
Der Film wurde von der TV-60 Filmproduktion im Auftrag des ZDF produziert und am 8. Februar 1970 zum ersten Mal ausgestrahlt. 2011 erschien er bei Studio Hamburg Enterprises auf DVD, in einer Box mit drei anderen Hansjörg-Martin-Verfilmungen: Einer fehlt beim Kurkonzert, Nerze nachts am Straßenrand und Bei Westwind hört man keinen Schuß.
Der Film wurde zum Teil in Castrop-Rauxel gedreht, beispielsweise auf dem Marktplatz, im Westfälischen Landestheater und auf einem Steg am Ufer des Brunosees. Zur Zeit der Dreharbeiten war Regisseur Hans Dieter Schwarze Intendant des Westfälischen Landestheaters.